# Annetta North
Pour les articles homonymes, voir Annetta (homonymie).
Annetta North est une municipalité américaine du Comté de Parker au Texas. Au recensement de 2010, Annetta North comptait 718 habitants.